# Groupe d'analyse du social et de la sociabilité
Pour les articles homonymes, voir Grass.
 (novembre 2021).
Le Groupe d'analyse du social et de la sociabilité (GRASS) est un laboratoire de sociologie français implanté sur le site CNRS Pouchet. Le GRASS est une unité mixte de recherche
(UMR 7022) liant le CNRS et l'Université de Paris VIII, composée de chercheurs et d'enseignants-chercheurs.

## Orientations de recherche
- Axe 1 - « Travail, emploi, solidarité et protection sociale »

Équipe de recherche : Alexandre Bikbov, Stéphanie Boujut, Damien Bucco, Blandine Destremau, Sabine Erbès-Seguin, Nathalie Gourmelon, Philippe Habib, Léonie Henaut, Verda Irtis, Yves Lochard, Michel Messu, Hélène Milova, Nicolas Roinsard, Maud Simonet
- Axe 2 - « De l'émotion à la règle : le « caring » dans tous ses états »

Équipe de recherche : Anne Biadi, Stéphanie Boujut, Blandine Destremau, Anne Cadoret, Lynda Lotte, Michel Messu, Maud Simonet
- Axe 3 - « La gestion de l'ordre familial : de la prise en charge institutionnelle à la reconnaissance publique »

Équipe de recherche : Francis Bailleau, Anne Biadi, Christiane Bonnemain, Marie-Evelyne Bourgeois-Dahmane, Anne Cadoret, Philippe Combessie, Isabelle Frechon, Michel Messu
- Axe 4 - « La construction du territoire »

Équipe de recherche : Francis Bailleau, Alain Milon, Patrice Pattegay, Gilles Verpraet